# Петровське (Червоногвардійський район)
Петро́вське (рос. Петровское) — село у складі Червоногвардійського району Оренбурзької області, Росія.

## Населення
Населення — 78 осіб (2010; 130 у 2002).
Національний склад (станом на 2002 рік):
- росіяни — 60 %
- українці — 37 %